# Пража (Бакау)
Пража (рум. Praja) насеље је у Румунији у округу Бакау у општини Мотошени. Oпштина се налази на надморској висини од 326 m.

## Становништво
Према подацима из 2002. године у насељу је живело 176 становника, од којих су сви румунске националности.